# اس‌اس مینواسکا
اس‌اس مینواسکا (به انگلیسی: SS Minnewaska (1923)) یک کشتی است که طول آن ۶۱۰ فوت (۱۹۰ متر) می‌باشد. این کشتی در سال ۱۹۲۳ ساخته شد.